# Chinnasekkadu
Chinnasekkadu là một thị xã của quận Thiruvallur thuộc bang Tamil Nadu, Ấn Độ.

## Địa lý
Chinnasekkadu có vị trí 13°10′B 80°16′Đ / 13,17°B 80,26°Đ Nó có độ cao trung bình là 11 mét (36 feet).

## Nhân khẩu
Theo điều tra dân số năm 2001 của Ấn Độ, Chinnasekkadu có dân số 9744 người. Phái nam chiếm 52% tổng số dân và phái nữ chiếm 48%. Chinnasekkadu có tỷ lệ 75% biết đọc biết viết, cao hơn tỷ lệ trung bình toàn quốc là 59,5%: tỷ lệ cho phái nam là 81%, và tỷ lệ cho phái nữ là 69%. Tại Chinnasekkadu, 12% dân số nhỏ hơn 6 tuổi.